# Фонтанеле (Торино)
Фонтанеле (итал. Fontanelle) је насеље у Италији у округу Торино, региону Пијемонт.
Према процени из 2011. у насељу је живело 24 становника. Насеље се налази на надморској висини од 480 м.